# Текијска остава
Текијска остава је археолошки налаз сакралне ризнице похрањене у време дачких ратова, крајем 1. или почетком 2. века. Откривена је приликом извођења грађевинских радова у Текији 1948. године, испод пода римске грађевине која је припадала цивилном насељу Transdierna.
Предмети из Текијске оставе чувају се у Народном музеју у Београду.

## Пронађени експонати
У бакарном суду налазило се 111 комада римског сребрног новца из времена републике и царева Августа, Тиберија, Нерона и Флавијеваца, закључно са Домицијаном, златни и сребрни накит, сребрни војнички појас (cingulum militare), сребрно посуђе-кутлача (simpulum) и две таве (paterae), као и шест сребрних култних икона божанстава Magna Mater, Сабазија, Јупитера, Фортуне, Селене и Сола.
Према саставу сматра се да је остава могла припадати аутохтоном становнику Подунавља страдалом у рату или је била ратни плен римског легионара, који се из рата није вратио по своје благо (у њој се налазе римски предмети, али и предмети локалне производње са ла тенском и хеленистичком компонентом).
Златни накит представљен је хеленистичким полулоптастим наушницама (пет комада), који су израђиване у периоду од 3. до 1. века пре нове ере, прстењем са елепсоидном главом (два комада) и жичаним прстеном дачке провенцијенције.
Сребрни накит чине седам жичаних наруквица превучених и спирално увијених крајева, са окаченим карикама са привесцима у виду минијатурног оруђа (изразито латенски облик накита, карактеристичан за дачки етнос), као и три римске сребрне кашичице (cohleae) и једна укосница.
Сребрни војнички појас производ је римске тореутике (резбарство), настале на хеленистичкој традицији. Украшен је биљним мотивима врежа и листића, геометријским украсом астрагала и концетричких кружића и фигуралним мотивима портрета (маски). Истог порекла су и сребрне посуде за сипање течне жртве, воде или вина, украшене слично појасу. На копчи појаса пунцирано је име власника, Гаја Валерија Кресцеса из Верове центурије (C. Valerius Creces centurio Veri), а на спољашњој страни симпулума Valeri pondo libras VI.
Иконице од сребрног лима веома су ретко налажене на римским локалитетима, а текијске емблеме јединствене су и по синкретичном приказивању божанстава, где су синтетизоване одлике и атрибути хеленистичких, аутохтоних, дачких и трачких, те римских култова.